# The Master Mystery
The Master Mystery er en amerikansk stumfilm fra 1918.

## Medvirkende
- Harry Houdini - Quentin Locke
- Marguerite Marsh - Eva Brent
- Ruth Stonehouse - Zita Dane
- Edna Britton - De Luxe Dora
- William Pike - Paul Balcom